# Feketenyakú koronásdaru
A feketenyakú koronásdaru (Balearica pavonina) a madarak osztályának a darualakúak (Gruiformes) rendjébe és a darufélék (Gruidae) családjába tartozó faj.
Nigéria nemzeti madara.

## Elterjedése
Benin, Burkina Faso, Kamerun, a Közép-afrikai Köztársaság, Csád, a Kongói Demokratikus Köztársaság, Eritrea, Etiópia, Gambia, Ghána, Guinea, Bissau-Guinea, Kenya, Mali, Mauritánia, Niger, Nigéria, Szenegál, Dél-Szudán, Szudán és Togo területén honos.
Kóborlásai során Elefántcsontpart, Egyiptom, Sierra Leone és Uganda tájaira is eljut. Édesvízi mocsarak, nedves gyepek lakója.

## Alfajai
- Balearica pavonina ceciliae Mitchell, 1904
- Balearica pavonina pavonina (Linnaeus, 1758)

## Megjelenése
Testhossza 100 centiméter, testtömege 3600 gramm. Fején jellegzetes tollkorona.

## Életmódja
Nagyobb rovarokkal, rákokkal, halakkal kétéltűekkel, kis emlősökkel táplálkozik, de magvakat is fogyaszt.

## Szaporodása
Nászidején tánccal és kiáltozásokkal udvarolnak. A mocsaras területen a talajra készíti fészkét, mely az 1 méteres átmérőt is elérheti. Fészekalja 2-5 tojásból áll.